# Banjoachse
Banjoachse ist eine Bezeichnung für eine früher verbreitete Bauform angetriebener Starrachsen von Kraftfahrzeugen. Bei Banjoachsen sind Achsantrieb und Differentialgetriebe eine Baugruppe, die über einen Flansch mit dem Achskörper verschraubt ist. Der Name entstand wegen der Ähnlichkeit des Achskörper-Umrisses mit einem Banjo mit zwei Hälsen.

## Geschichte
Die namengebende Form ist in Zeichnungen, die den ersten Patentanmeldungen für einen hohlen starren Achskörper zur Aufnahme der beiden Radantriebswellen und des Differentialgetriebes beigefügt waren, zu erkennen. Die zuerst in den USA nach diesen Patenten gefertigten Starrachsen wurden ab 1922 in Europa eingeführt, dann vorwiegend von MAN gebaut und  mit dem Namen Banjoachsen bekannt.
Die damals entstandene Besonderheit, dass das Differentialgetriebe mit dem als Gestell dienenden Teil seines Gehäuses von vorn (Hinterachse) in den nach vorn und hinten offenen mittleren (Banjo-)Teil des Achskörpers eingeschoben und angeschraubt wird, wurde bei den heute noch vorwiegend in Nutzfahrzeugen eingebauten hinteren Starrachsen beibehalten. Bei der Variante mit einer dem Differential nachgeschalteten Untersetzungsstufe ist anstelle von Banjoachse die Bezeichnung Außenplaneten-Achse üblich geworden.
In einer später entstandenen Variante wurde der flache (Banjo-)Mittelteil des Achskörpers zum kugelförmigen, kompletten Gehäuse des Differentialgetriebes erweitert. Anstatt das vormontierte Differential anzuschrauben, wurden dessen Teile einzeln in den häufig gegossenen einteiligen  Achskörper montiert. Diese, im englischen Sprachraum als Salisbury-Achse bezeichnete Bauform wurde als Starrachse in Pkw  häufig verwendet. Heute wird sie noch in geländegängigen Fahrzeugen gebraucht und meistens einfach nur als Starrachse (mit Differential) bezeichnet.

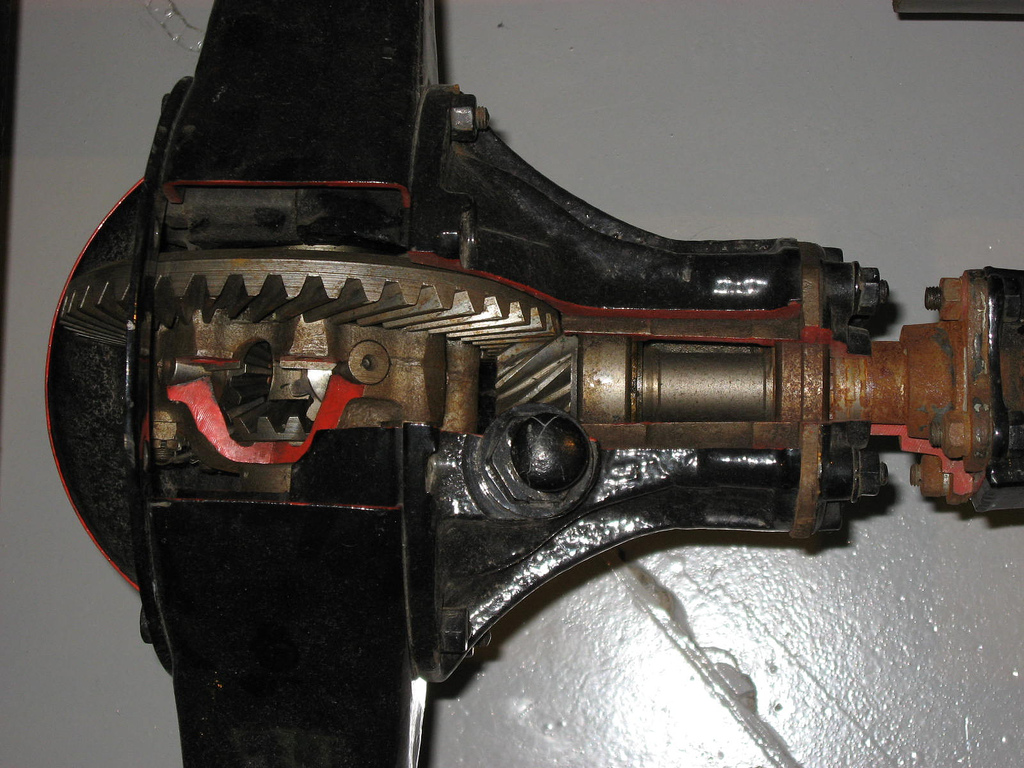
Mittelteil einer Banjoachse, Differentialgetriebe eingesteckt und angeschraubt
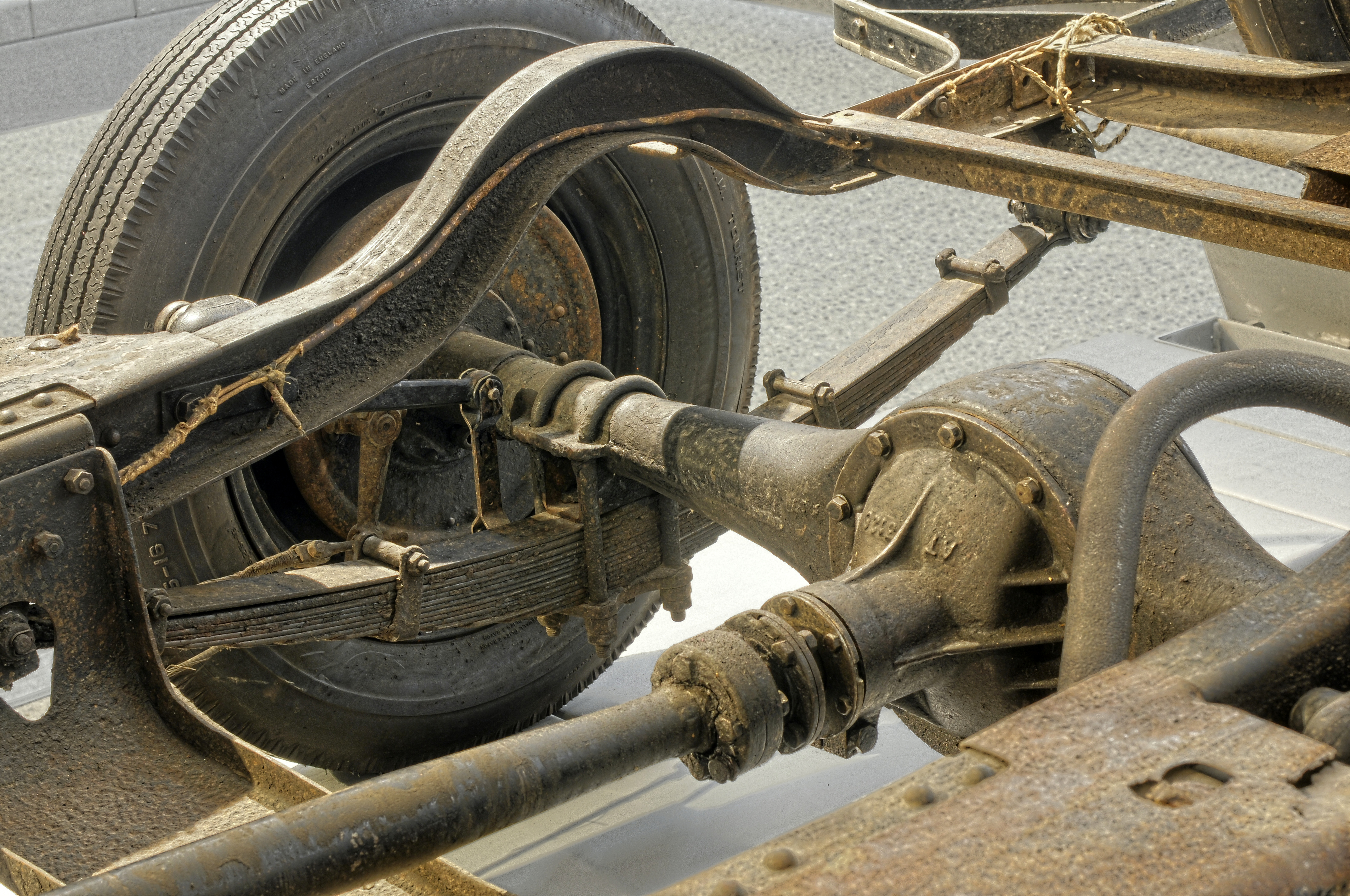
Banjoachse als  Hinterrad-Starrachse mit typisch flachem Mittelteil des Achskörpers
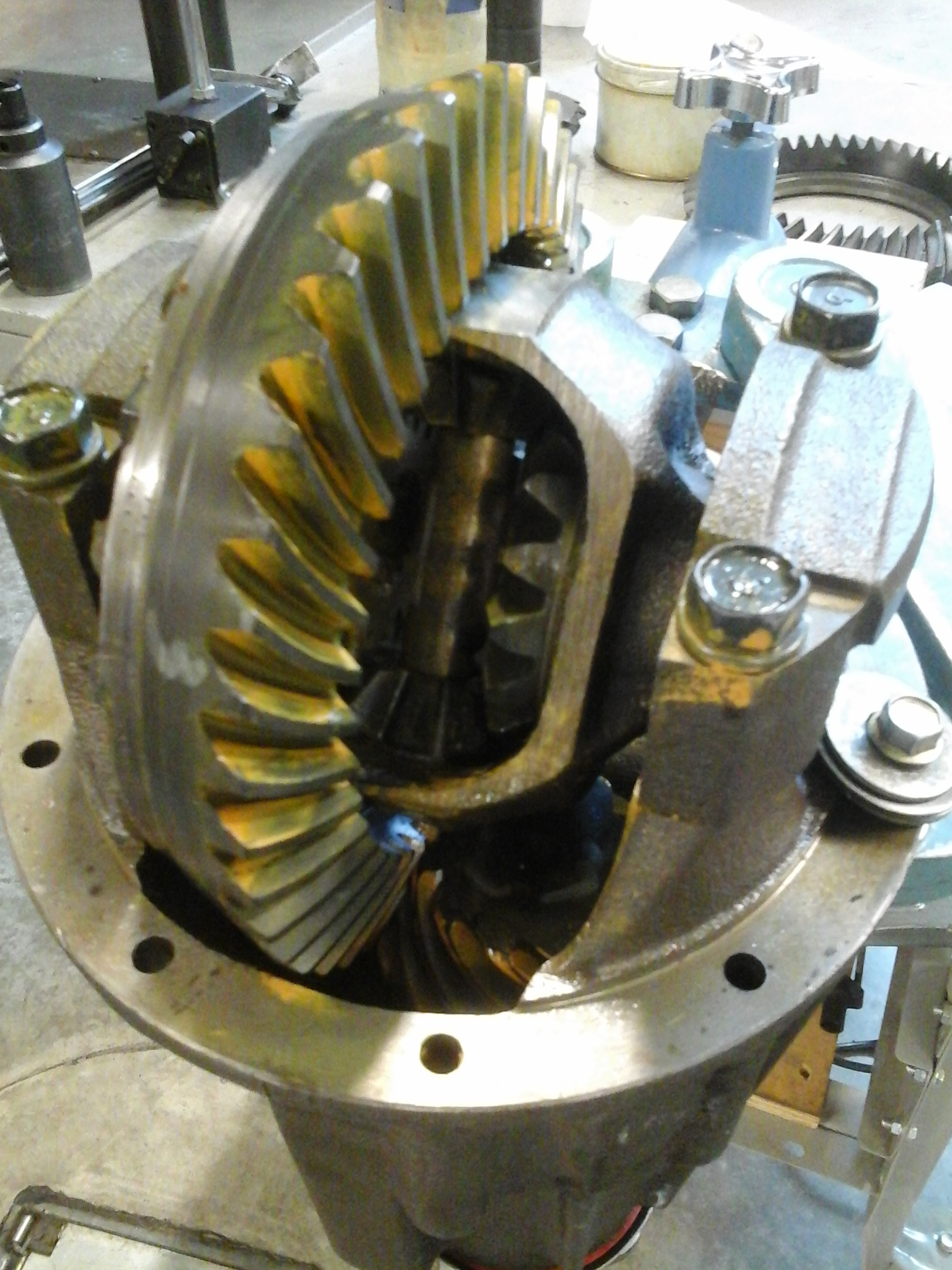
Die Baugruppe Differentialgetriebe einer Banjoachse, abgenommen, Antrieb von unten, Abtriebe rechts und links